# Патламур
Патламур (устар. Патлам-Ур) — река в Приуральском районе Ямало-Ненецкого автономного округа. Устье находится в 110 км по левому берегу реки Собтыёган. Длина реки 14 км.

## Данные водного реестра
По данным государственного водного реестра России относится к Нижнеобскому бассейновому округу, водохозяйственный участок реки — Обь от впадения реки Северная Сосьва до города Салехард, речной подбассейн реки — бассейны притоков Оби ниже впадения Северной Сосьвы. Речной бассейн реки — (Нижняя) Обь от впадения Иртыша.